# Народный календарь восточных славян

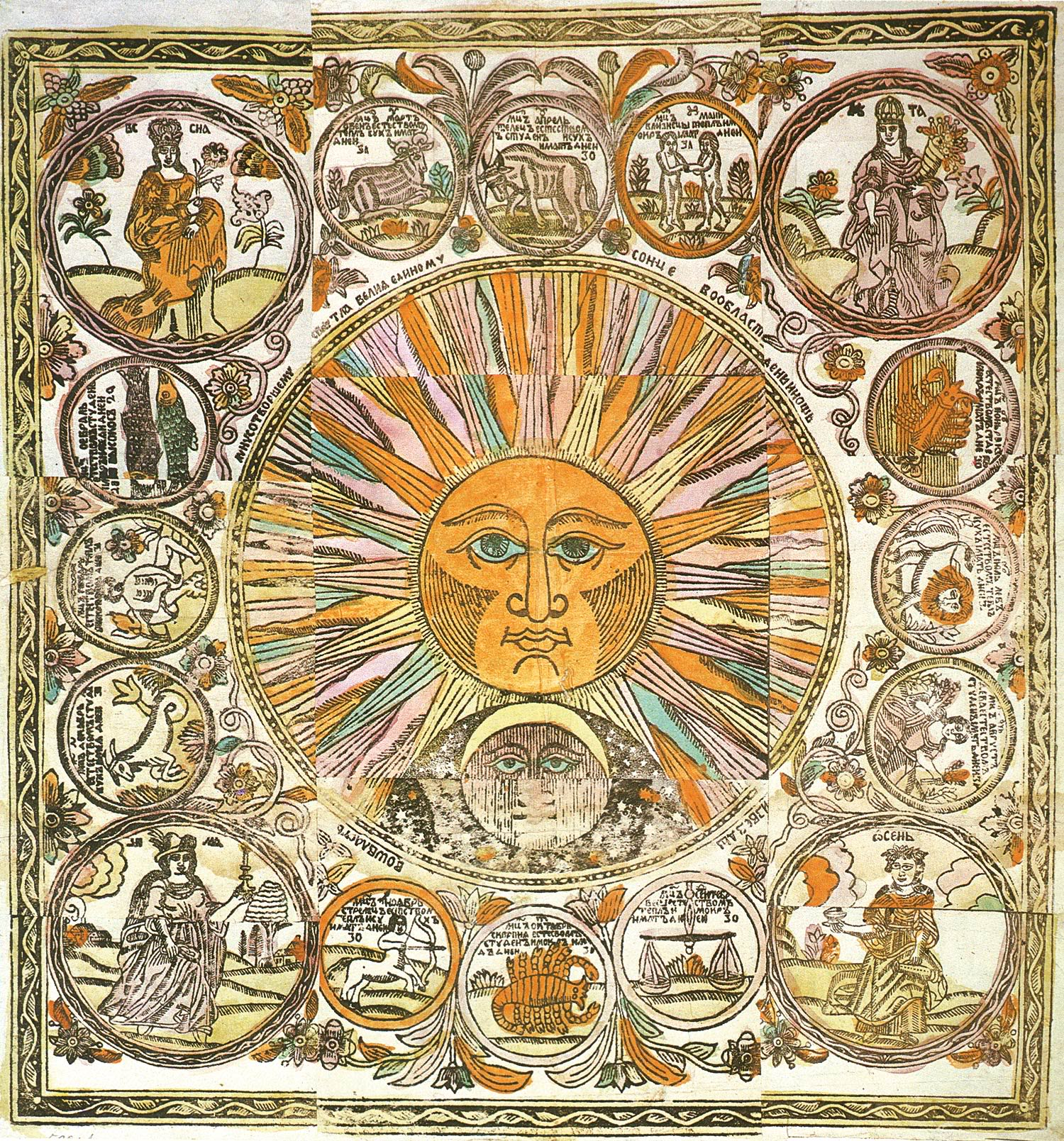
«Круглый год». Лубок. Конец XVII — начало XVIII века

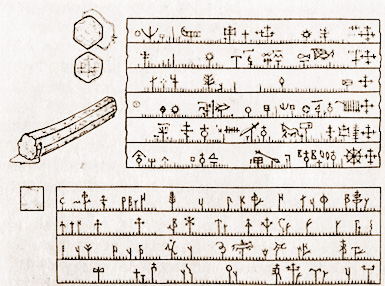
Славянские резные календари. XVII век

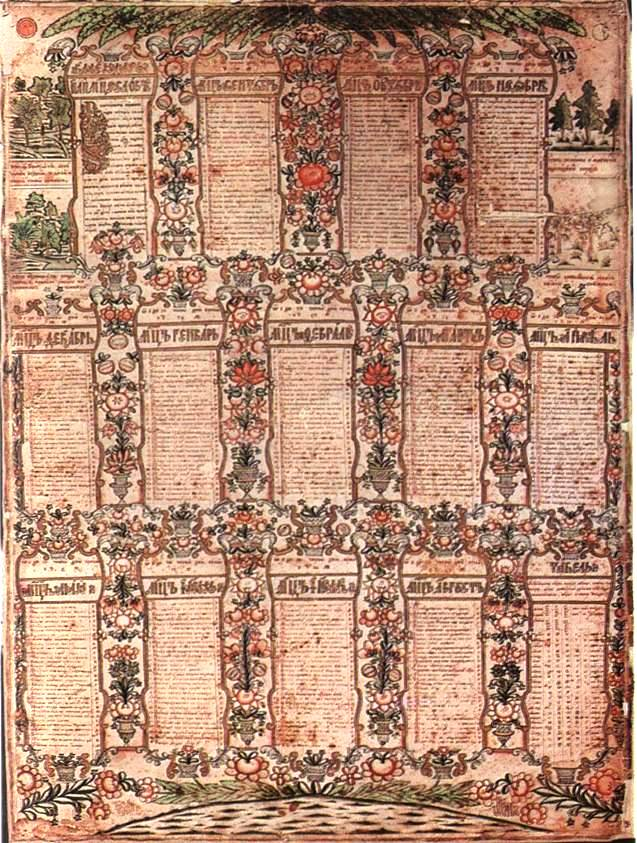
Месяцеслов. Лубок. 1830-е годы

Наро́дный календа́рь восто́чных славя́н (аграрный календарь, земледельческий календарь, крестьянский календарь, русский народный календарь, народные святцы, численник, народный месяцеслов) — исторически сложившийся календарь у восточных славян, организующий обрядовый цикл, хозяйственную и бытовую практику, а также в значительной мере верования и существование фольклора.
Народный календарь восточных славян соотносится с христианским месяцесловом.

## Специфика календаря
«Календарная обрядность у русских, украинцев и белорусов, как и у других земледельческих народов, в целом имела ярко выраженный аграрно-магический характер».
В традиционной культуре восточных славян существуют два основных цикла обрядов:
- цикл календарных земледельческих обрядов и праздников, отражающий основные этапы сельскохозяйственных работ в течение года.
- цикл семейно-бытовых обрядов, включающий родинно-крестинную, свадебную и погребально-поминальную обрядность[6].

В основе народного календаря восточных славян лежит календарь Православной церкви, который определяет, каковы праздники, посты и мясоеды (единицы годового времени), порядок их следования, определённую иерархию этих единиц и даже во многом терминологию. Однако наполнение народного календаря, интерпретация праздников и постов, а также обрядовая сторона, если взять в целом, не выводимы из христианского учения и составляют часть народной традиции.
В. Г. Власов при анализе примет и названий дней пришёл к заключению, что если бы народный календарь основывался на церковном, то в первую очередь были бы упомянуты наиболее значимые фигуры церковного пантеона. Однако в народном месяцеслове отмечен целый ряд «второстепенных» мучеников, а большая часть учеников Христа (апостолов) не указана, как и половина ветхозаветных пророков. В. Г. Власов считает, что при формировании месяцеслова народ исходил не из христианских святцев, а из имевшихся сельскохозяйственных примет и обрядов. В аграрной культуре восточных славян сложилась традиция народно-этимологического переосмысления названий православных праздников и имён святых в связи с хозяйственно-погодными реалиями дня: св. Наум — помощник в обучению грамоте, св. Борис — податель барыша, День обновления (освящения) Царьграда был переосмыслен в связи с градом, который опасен для посевов; праздник Сретения — как день встречи зимы с весной. Культ святой Параскевы Пятницы, пришедший к восточным славянам вместе с православием, восходит к почитанию персонифицированного образа Пятницы и имеет исключительное значение для традиционной земледельческой культуры, включает как языческие черты покровительницы прядения, так и апокрифический «Пятничный календарь».
Особенностью сельского аграрного календаря восточных славян являются пословицы и приметы, которые позволяют реконструировать древнюю модель мира.
Народный календарь бытует преимущественно в устной форме, отчасти также в форме рукописных списков праздников. У всех славян существовали в быту ещё и примитивные деревянные календари (бирки, резы, рабоши), на которых даты праздников и важнейших событий обозначались зарубками. Отдельные славянские традиции были довольно различны в составе, соотношении, толковании и названии единиц времени, составляющих народный календарь.
Комплекс воззрений и традиций, который составляет народный календарь, формировался на протяжении многих веков, начиная с языческой эпохи, и окончательно сложился к IX—XII векам (до выделения из восточной славянской общности русских, белорусов и украинцев). В XVIII—XX веках происходила значительная трансформация народного календаря под влиянием изменения официальных летоисчисления и календарных стилей, поэтому современные даты примет не совпадают, к примеру, с дореволюционными. Существуют региональные отличия народного календаря.
Наилучшая сохранность народного календаря среди восточных славян — в Полесье, где, несмотря на деградацию обычаев, он ещё используется до настоящего времени (нач. XXI века).
Учёные выделяют различные составляющие народного календаря: календарь сельскохозяйственной деятельности, общинно-церковной жизни (языческие и православные праздники), семейный календарь, детский народный календарь, календарь молодёжных гаданий, демографический народный календарь и т. д.
Русский народный календарь отразил и специфику образа жизни православного русского крестьянина, и те природные условия, где он жил. Это касается, прежде всего, Центральной части Европейской России (где он и складывался), с её умеренно континентальным климатом и непостоянством переходных сезонов. Чередование сезонных явлений природы лежит в основе традиционного календаря русских.

## О датах церковных праздников
Большинство дат православных праздников, послуживших основой для русского народного календаря, устоялось ещё в Римской империи и Византии и было заимствовано во время христианизации Руси. Собственно на Руси зародилось немного крупных праздников, например Покров день или Егорий Осенний, а также дни памяти русских святых, нередко имевших локальное распространение и отмечавшихся лишь в качестве престольных праздников.
Главным принципом церкви было замена какого-либо античного языческого празднества воспоминанием о христианских событиях. Так, по мнению архимандрита Киприана, даты многих христианских праздников не находят подтверждения в исторических источниках. Очень много праздничных дат в годовом богослужебном круге христианской церкви могут быть объяснены именно христианской интерпретацией.
Дата празднования Рождества Христова 25 декабря устоялась на Западе к IV веку. Такая дата была учреждена, по-видимому, в пику или как реакция на dies natalis solis invicti (День рождения Непобедимого Солнца) — римский гражданский праздник, установленный в 274 году императором Аврелианом.
Советский фольклорист В. Я. Пропп считал, что:

…и те праздники, которые церковь считает своими, как праздники рождения, смерти и воскресения Христа, также оказываются по своему происхождению языческими.

В установлении дат празднования Церковь руководствовалась своими особыми, «педагогическими» или миссионерскими соображениями. Фиксируя тот или иной день, Церковь стремилась изменить какие-то местные традиции и прежние религиозные обычаи.

Учреждая во дни языческих празднеств свои праздники, Церковь выбивала из рук политеизма одно из последних средств обороны. Установить христианский праздник в день праздника языческого значило созвать христиан в церковь и поставить их под влияние таких воспоминаний, что для многих становилось потом психологически невозможно участвовать в языческих праздниках. Кто утром слышал о том, что среди шумного пира повелено было усекнуть голову большего из рождённых женами, у того язычески новогоднее настроение было уже на весь день испорчено.— В. В. Болотов
Многие[какие?] церковные праздники являлись наследниками древних народных. Церкви не всегда удавалось удержать контроль над деревенской праздничной культурой, а некоторые сохранили свою сущность до наших дней (например: Масленица, Русальная неделя, Иван Купала). Крестьянские праздники оставались проявлением народных обычаев, сохраняя связь с древним культом плодородия и природными явлениями.
Бытовая приуроченность имён святых, обозначенных в церковных святцах, только в редких случаях связана с христианской легендой. Дни, отмечаемые именами святых или церковными событиями, чаще служат лишь для обозначения периодов времяисчисления. Сельскохозяйственное осмысление церковных святцев приводило к созданию «бытовых святцев», имевших общее с церковным только в датах и именах «патронов» работ, имена которых нередко имели особую «народную» редакцию, к которым добавлялись прозвища, соответствующие трудовым или природным процессам, обрядам.
Современный историк В. Я. Петрухин считает утверждения о «языческих» истоках обрядности народных праздников плодом некритичного восприятия церковных поучений против язычества:

Общим местом работ, посвященных календарным «праздникам», давно стало утверждение о языческих — дохристианских — истоках святочного колядования, масленицы, русальной недели, ночи на Купалу и т. п. Казалось бы, основания для этого дают многочисленные поучения церковников против обрядности народных праздников, среди которых наиболее подробно живописует «идолскаа, кумирское прадзнование» псковичей на Купалу игумен Памфил в начале XVI в., ему вторит современный комментатор текста, считающий, что на купальских кострах сжигали «соломенных кукол, изображающих древних божеств (Купалу, Марену)». Сам Памфил, проклиная «бесовски празникь сей», естественно, не называл «бесовских» имен: эти имена (Коляда, Купала и др.) стали тиражироваться в русской книжности XVI в. под влиянием польской историографии. Между тем Н. В. Понырко справедливо заключала, что «народная обрядность святок во многом была продолжением церковной обрядности или её травестией» (то же относится к календарной обрядности народов Европы вообще). Если эти истоки и можно увязывать с древнерусским «фольклором», в том числе скоморошеством, то лишь с той его мало изученной составляющей, которая восходит к византийским традициям (как и имена Коляда и Купала).
А. А. Панченко пишет об инерции средневекового полемического дискурса, заведомо ориентированного на редукцию стигматизируемых групп к некоему историческому прототипу. В неканонических народных практиках христианского происхождения церковники видели «язычество» (нередко «еллинское») точно так же, как в «дуалистических» ересях — манихейство.

## Предметы для отслеживания
Материальное воплощение народный календарь получал, как правило, в дереве, это были предшественники современных настенных и отрывных календарей. Они могли являться двенадцатигранными брусками, где каждая грань обозначает месяц и имеет зарубки по количеству дней, или связками двенадцати дощечек, также с отметками дней. Были также бруски шести- и четырёхгранные.
Среди дней-отметок особыми значками отмечались праздники, причём значки, их обозначающие, часто имели отношение к тематике праздника (например: день солнцестояния обозначался символом Солнца, день Евдокии, когда чинили инвентарь, — изображением сохи и т. п.).
Со второй половины XVII века сохранились народные месяцесловы, напечатанные на бумаге, обычно с рисунками или схемами.

## Названия и приметы дней
К XIX веку русский народный календарь упоминал имена более 400 православных святых, мучеников, лиц духовных и князей. «Персонификация» календарных дней позволяла крестьянам лучше ориентироваться во времени и сохранять традиционный уклад, не опасаясь упрёков в язычестве со стороны православной церкви и государства.
По мнению видного советского этнографа В. И. Чичерова: «Не по названию дней, церковное осмысление которых оставалось чуждым народу, надо рассматривать вопросы аграрного календаря, а по характеру и целеустремлённости проводимых обрядовых действий».
Имена, события, идеи христианства селянами интерпретировались на свой лад, приближались к повседневным нуждам крестьян. Так, мученик Евсевий в переосмыслении крестьян стал «Евсей — овсы отсей», два святых Стефана 27 апреля (10 мая) превратились в «Степана-ранопашца». Преображение Господне 6 (19) августа называли Яблочным Спасом (время начала сбора яблок), праздник в честь иконы с изображением спасителя 16 (29) августа — известен в народе как Хлебный Спас, то есть период дожинок в уборке злаков.
Новые святые часто переосмысливались в зависимости от явлений природы для этих дней года. Вероятно, что именно наблюдения за погодой, природными явлениями, лежащие в основе народного календаря, стали причиной того, что «бытовое содержание праздников всегда оказывается более устойчивым, чем тот мифологический смысл, который в них вкладывается».
На старых русских резных деревянных календарях особо, с помощью славянских букв, монограмм и пиктограмм, выделены дни: прилёта птиц (Жаворонки, Кулики); окончание санного пути (Прокоп Дорогорушитель) или наоборот — его установления (Введение или Ворота зимы), грозы в Ильин день. Эта традиция продолжает жить и в дальнейшем, народный календарь выделяет дни, для которых характерны те или иные фенологические или метеорологические явления. Приуроченные к определённому периоду года, они не связаны с прогнозом погоды, а лишь отражают сроки сезонных изменений, характерные для климата средней полосы России. Так, пограничным днём на стыке осени и зимы, народный календарь считал Покров — 1 (14) октября. «В Покров до обеда осень, после обеда — зима». Но «настоящая» зима приходила на Казанскую-осеннюю — 22 октября (4 ноября): «Казанская морозцам дорогу кажет». На Кузьму-Демьяна 1 (14) ноября «встреча зимы», а про Михайлов день говорили: «С Михайлова дня зима стоит — земля мёрзнет». Народный календарь выделяет несколько волн холода и морозов в течение зимы. Морозы: Рождественские, Васильевские, Крещенские, Афанасьевские, Тимофеевские, Сретенские (но возможна и оттепель), Власьевские и самые поздние, редкие Благовещенские — 25 марта (7 апреля). Но уже с Обретенья — 24 февраля (9 марта) — ощущается приход весны, сначала на юге России, где зимующие птицы начинают готовить места для гнёзд, а затем и севернее: «На Обретение птица гнездо обретает». На Василия капельника — 28 февраля (13 марта) — снег начинает активно таять: «Придёт батюшка Василий капельник — и зима заплачет», на Прокопа Дорогорушителя — 27 февраля (12 марта) — начинают рушиться зимние дороги.